# 詹姆斯·漢森 (足球運動員)
詹姆斯·漢森（英語：James Hanson；1987年11月9日—）是一位英格蘭足球運動員。在場上的位置是前鋒。他現在效力於英格蘭足球甲級聯賽球隊布拉德福德城足球俱乐部。

## 外部連結
- Profile at Bradford City A.F.C. official website
- 足球数据库：詹姆斯·漢森的球员统计数据